# Troisième législature d'Andorre
La troisième législature après la constitution du Conseil général d'Andorre de 1993 s'est ouverte en 2001 est s'est terminé en 2005.

## Composition de l'exécutif
- Syndic général : Francesc Areny Casal
- Sous-syndic : Josep Àngel Mortés Pons
- Secrétaire général : Valentí Martí Castanyer

## Composition du conseil général
| Parti | Parti                            | Membres |
| ----- | -------------------------------- | ------- |
|       | Parti libéral d'Andorre          | 15      |
|       | Parti social-démocrate (Andorre) | 6       |
|       | Parti democrate                  | 5       |
|       | Union laurediene                 | 2       |
| Total | Total                            | 28      |

## Liste des conseillers généraux

### Circonscriptions paroissiales

#### Canillo
Haut de page

#### Encamp
Haut de page

#### Ordino
Haut de page

#### La Massana
Haut de page

#### Andorre-la-Vieille
Haut de page

#### Sant Julià de Lòria
Haut de page

#### Escaldes-Engordany
Haut de page

### Circonscription nationale
Haut de page